# Tim Penny

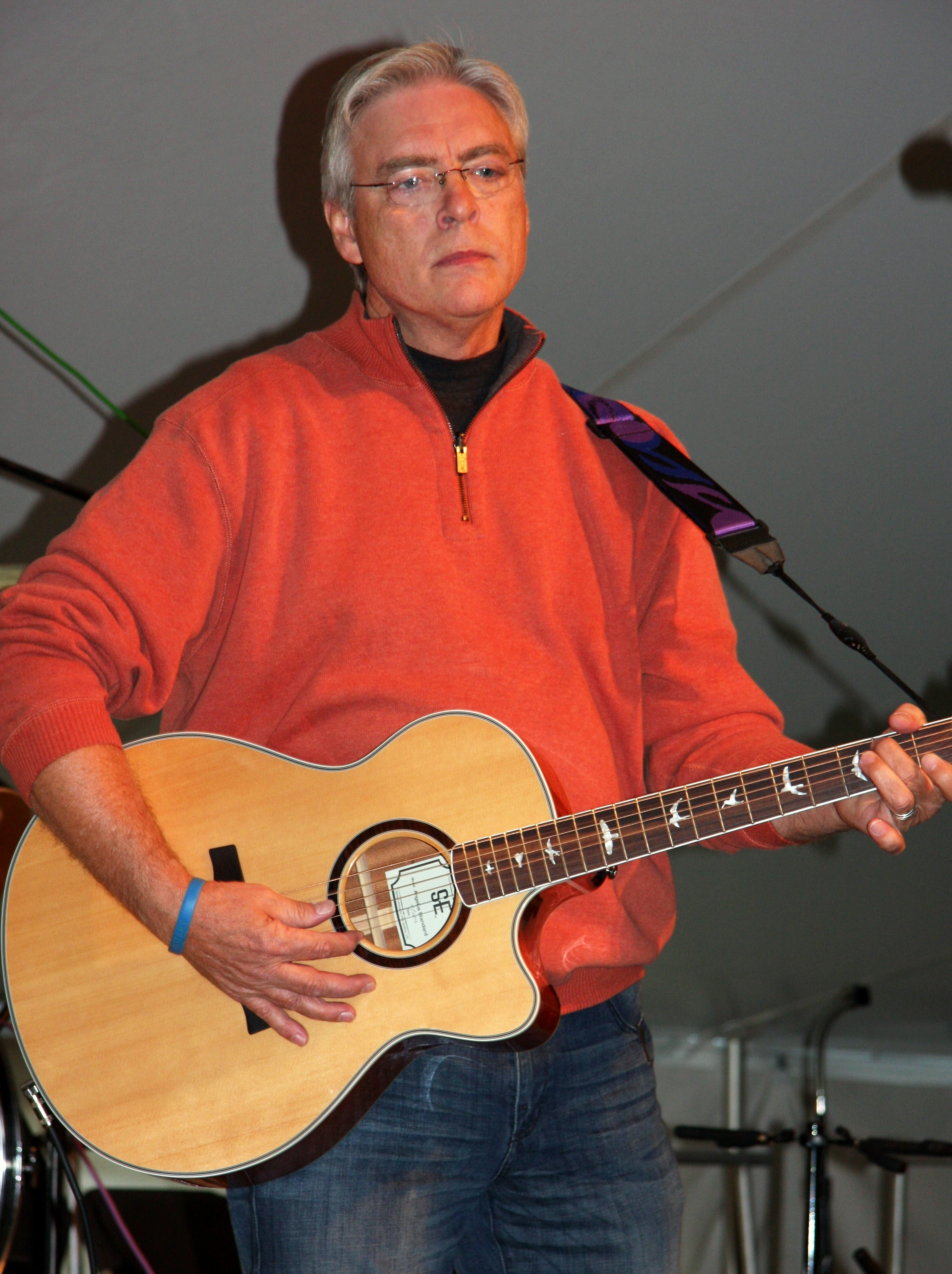
Tim Penny (2014)

Timothy Joseph „Tim“ Penny (* 19. November 1951 in Albert Lea, Minnesota) ist ein US-amerikanischer Politiker. Zwischen 1983 und 1995 vertrat er den Bundesstaat Minnesota im US-Repräsentantenhaus.

## Leben
Tim Penny besuchte bis 1969 die Kiester High School. Danach studierte er bis 1974 an der Winona State University. Penny beendete seine Ausbildung im Jahr 1975 mit einem Abschluss an der University of Minnesota in Minneapolis. Politisch wurde er Mitglied der Demokratischen Partei, die seit einer Fusion mit der Farmer-Labor Party im Jahr 1944 in Minnesota den Namen Democratic-Farmer-Labor Party (DFL) trägt.
Zwischen 1976 und 1982 saß Penny im Senat von Minnesota. Bei den Kongresswahlen des Jahres 1982 wurde er im ersten Wahlbezirk von Minnesota in das US-Repräsentantenhaus in Washington, D.C. gewählt. Dort trat er am 3. Januar 1983 die Nachfolge von Arlen Erdahl von der Republikanischen Partei an. Nach fünf Wiederwahlen konnte er bis zum 3. Januar 1995 sechs zusammenhängende Legislaturperioden im Kongress absolvieren. In dieser Zeit wurde dort der 27. Verfassungszusatz verabschiedet.
Im Jahr 1994 verzichtete Tim Penny auf eine weitere Kandidatur. Später wechselte er zur Independence Party of Minnesota. Im Jahr 2002 trat er für diese Partei erfolglos bei den Gouverneurswahlen in Minnesota an. Bei den Präsidentschaftswahlen 2008 unterstützte Penny den republikanischen Kandidaten John McCain. Heute ist er Präsident der Southern Minnesota Initiative Foundation. Außerdem ist er an einigen Universitäten in verschiedenen Funktionen tätig. Privat lebt Penny in Waseca. Er hat vier Kinder.